# جانکیارد داگ
جانکیارد داگ (انگلیسی: Junkyard Dog; ۱۳ دسامبر ۱۹۵۲ – ۱ ژوئن ۱۹۹۸) کشتی‌گیر کشتی حرفه‌ای، و بازیگر اهل ایالات متحده آمریکا بود.
وی همچنین برندهٔ جوایزی همچون تالار شهرت دبلیو دبلیو ای شده‌است.
از باشگاه‌هایی که در آن بازی کرده‌است می‌توان به گرین بی پکرز اشاره کرد.